# AM 0644-741
AM 0644-741 es una galaxia lenticular y una galaxia anular, la cual se encuentra a unos 300 millones de años luz en la parte sur de la constelación del Pez volador. El núcleo amarillento fue una vez el centro de una galaxia espiral normal, y el anillo que rodea su núcleo actualmente posee unos 150 000 años luz de diámetro. En teoría, este anillo se formó luego de colisionar con otra galaxia, provocando un colapso gravitacional que acumuló el polvo disperso, lo cual produjo la formación de nuevas estrellas que, posteriormente, se alejaron del centro, formando el actual anillo de la galaxia. Este anillo es una región extremadamente activa, donde permanentemente se forman estrellas azules muy masivas y calientes.
La región rosada a lo largo del anillo conforma una nube enrarecida de gas hidrógeno incandescente, el cual toma un color fluorescente a causa del constante bombardeo de luz ultravioleta proveniente de las jóvenes estrellas azules. Los modelos de simulación galáctica sugieren que el anillo de la AM 0644-741 continuará expandiéndose durante otros 300 millones de años antes de comenzar a desintegrarse.